# Rafael Poveda i Bernabé
Rafael Poveda i Bernabé (Monòver, Vinalopó Mitjà, 1958) és un enòleg valencià, especialista tècnic en Viticultura i Enologia i master en Enologia per Dijon. Dirigeix l'empresa familiar Salvador Poveda S.A. dedicada a la producció i exportació de vins.
La seua activitat empresarial no li ha impedit participar activament en la vida social i cultural. És membre de la junta directiva d'Acció Cultural del País Valencià i president de la Fundació Francesc Eiximenis. El 2000 va rebre el Premi d'Actuació Cívica de la Fundació Jaume I.

## Obres
- Recetario de Cocina de la Madre de Azorín
- Els Dietaris de Bernando Rico i José Rico 1894-1932
- Els llibres de Claveria de Monòver
- Apunts sobre la vinya i el vi a Petrer